# Nitteler Fels
Das Naturschutzgebiet Nitteler Fels liegt auf dem Gebiet des Landkreises Trier-Saarburg in Rheinland-Pfalz. Das 23,85 ha große Naturschutzgebiet, das mit Verordnung vom 5. Oktober 1998 unter Naturschutz gestellt wurde, erstreckt sich nördlich der Ortsgemeinde Nittel und der Landesstraße L 135 und östlich der Mosel und der B 419. Es handelt sich um einen Kalkmager-, Trockenrasen-Komplex mit Dolomitfels-Formationen an der Obermosel.